# Rómulo Gallegos
Rómulo Ángel del Monte Carmelo Gallegos Freire (Caracas, 1884. augusztus 2. – Caracas, 1969. április 7. vagy 1969. április 5.) venezuelai regényíró és politikus. 1948-ban kilenc hónapig ő kormányzott Venezuela történetének első szabadon választott elnökeként. Katonatisztek távolították el a hatalomból az 1948-as venezuelai puccs során.
Rómulo Gallegos a 20. század legrelevánsabb venezuelai regényírója, és a latin-amerikai irodalom kiemelkedő alakja.

## Fiatalkora és írásai
Caracasban született Rómulo Gallegos Osío és Rita Freire Guruceaga gyermekeként, szerény származású családban. Tanárként, íróként, komolyzene-rajongóként és újságíróként kezdte munkáját 1903-ban. Doña Bárbara című regénye először 1929-ben jelent meg, és a könyvben a sokáig diktátor, Juan Vicente Gómez rendszerét bíráló kritikája miatt volt kénytelen elmenekülni az országból. Spanyolországba menekült, ahol folytatta az írást: ebből az időszakból származnak elismert regényei, a Cantaclaro (1934) és a Canaima (1935). 1936-ban visszatért Venezuelába, és kinevezték közoktatási miniszternek.

## Politikai karrier
1937-ben beválasztották a Nemzetgyűlésbe, 1940–41-ben pedig Caracas polgármestere volt. 1945-ben Rómulo Gallegos részt vett abban a puccsban, amely Rómulo Betancourtot és a "Forradalmi Kormány Juntát" juttatta hatalomra, az El Trienio Adeco néven ismert időszakban. Az 1947-es általános választásokon az Acción Democratica jelöltjeként indult a köztársasági elnöki tisztségért, és az ország első tisztességes választásaként számon tartott választáson győzött. A szavazatok 74 százalékát szerezte meg, ami még mindig rekordnak számít egy szabad választáson Venezuelában. Február 15-én lépett hivatalba, és azzal tűnt ki, hogy 43%-ról 50%-ra emelte az állam adóbevételét az olajnyereség után, amely az "ötven/ötven" néven ismert adórendszer, és amelyet később több olajtermelő országban, például Szaúd-Arábiában is lemásoltak. Gallegos elnök kezdeményezte a "nyitott ajtók" politikájának bevezetését, amely az olaszok beáramlását váltotta ki, és végül a legnagyobb európai népességcsoport lett Venezuelában. Ennek ellenére Carlos Delgado Chalbaud, Marcos Pérez Jiménez és Luis Felipe Llovera Páez katonatisztek az 1948-as venezuelai államcsínyben novemberben letaszították a hatalomból. Előbb Kubában, majd Mexikóban keresett menedéket. Gallegos 1958-ban, Marcos Pérez Jiménez diktatúrájának bukása után tért vissza hazájába. Bár életfogytiglani szenátorrá nevezték ki, a politikában már nem vállalt aktív szerepet.
Gallegos elnyerte a Nemzeti Irodalmi Díjat (1958, a La doncella-ért), és beválasztották a Venezuelai Nyelvi Akadémiára (a Spanyol Királyi Akadémia venezuelai levelező ügynöksége).
1960 és 1963 között az újonnan létrehozott Amerika-közi Emberi Jogi Bizottság (amelyet az OAS 1959. augusztus 18-án hozott létre Washingtonban) biztosa, és egyben első elnöke (1960), amelyet 1963-ig töltött be.

### Kormánya
| Rómulo Gallegos kabinetje        | Rómulo Gallegos kabinetje    | Rómulo Gallegos kabinetje |
| -------------------------------- | ---------------------------- | ------------------------- |
| Minisztérium                     | Név                          | Időszak                   |
| Belügy                           | Eligio Anzola Anzola         | 1948. Február – November  |
| Külkapcsolatok                   | Andrés Eloy Blanco           | 1948. Február – November  |
| Pénzügy                          | Manuel Pérez Guerrero        | 1948. Február – November  |
| Hadügy                           | Carlos Delgado Chalbaud      | 1948. Február – November  |
| Fejlesztés                       | Juan Pablo Pérez Alfonzo     | 1948. Február – November  |
| Közmunka                         | Edgar Pardo Stolk            | 1948. Február – November  |
| Oktatás                          | Luis Beltrán Prieto Figueroa | 1948. Február – November  |
| Munkaügy                         | Raúl Leoni                   | 1948. Február – November  |
| Kommunikáció                     | Leonardo Ruiz Pineda         | 1948. Február – November  |
| Mezőgazdaság és állattenyésztés  | Ricardo Montilla             | 1948. Február – November  |
| Egészségügy és szociális ellátás | Edmundo Fernández            | 1948. Február – November  |
| Adminisztráció                   | Gonzalo Barrios              | 1948. Február – November  |

## Elismerések
1960-ban irodalmi Nobel-díjra jelölték, nagyrészt Miguel Otero Silva erőfeszítéseinek köszönhetően, és széles körben támogatott Latin-Amerikában, de végül kikapott Saint-John Perse-től. A Rómulo Gallegos Nemzetközi Regénydíjat 1964. augusztus 6-án alapította tiszteletére egy elnöki rendelet, amelyet Raúl Leoni venezuelai elnök hozott. A díj deklarált célja "a jeles regényíró munkásságának megörökítése és tisztelete, valamint a spanyol nyelvű írók alkotói tevékenységének ösztönzése". A díjat Venezuela kormánya ítéli oda a Rómulo Gallegos Latin-Amerikai Tanulmányok Központja (Celarg) irodáin keresztül. Az első díjat 1967-ben adták át. Ötévente osztották ki 1987-ig, amikor is kétévente adták át. A díjjal 100 000 euró pénzjutalom jár, és ezzel a világ leggazdagabb irodalmi díjai közé tartozik.

## Magánélete és halála

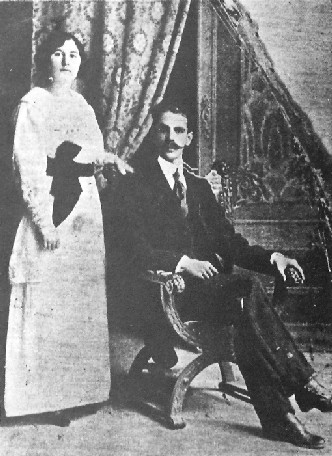
Gallegos és Teotiste

Gallegos feleségül vette Teotiste Arocha Eguit, aki 1948-ban Venezuela First Lady-jeként szolgált.
Sírját 2016-ban meggyalázták a tolvajok, akik ellopták a márványt és a maradványait. Unokája a Twitteren fejezte ki csalódottságát: "Itt, Venezuelában még egy volt elnök földi maradványait sem lehet távol tartani a bűnözők kezétől."

## Művei
- Los aventureros (1911)
- El piano viejo (1916)
- El último Solar (Reinaldo Solar címmel is; 1920)
- La trepadora (1925)
- Doña Bárbara (1929)
- Cantaclaro (1934)
- Canaima (1935)
- Pobre negro (1937)
- El forastero (1942)
- Sobre la misma tierra (1943)
- La rebelión y otros cuentos (1946)
- La brizna de paja en el viento (1952)
- Una posición en la vida (1954)
- El último patriota (1957)
- La doncella y el último patriota (1957)
- Tierra bajo los pies (1973)
- Cuentos completos (1981)

### Magyarul megjelent
- Doña Barbara. Regény (Doña Bárbara) – Magvető, Budapest, 1965 (Világkönyvtár) · Fordította: Tavaszy Sándor, bev. Hargitai György

## Fordítás
- Ez a szócikk részben vagy egészben  a   Rómulo Gallegos című angol Wikipédia-szócikk fordításán alapul.  Az eredeti cikk szerkesztőit annak laptörténete sorolja fel. Ez a jelzés csupán a megfogalmazás eredetét és a szerzői jogokat jelzi, nem szolgál a cikkben szereplő információk forrásmegjelöléseként.